# ATC kod C08
ATC kod C08 Blokatori kalcijumovog kanala su terapeutska podgrupa sistema za anatomsko terapeutsko hemijsku klasifikaciju. Ovaj sistem alfanumeričkih kodova je razvio  za klasifikaciju lekova i drugih medicinskih proizvoda.  Podgrupa C08 je deo anatomske grupe C Kardiovaskularni sistem.

Kodovi za veterinarsku upotrebu (ATCvet kodovi) se mogu formirati stavljanjem slova Q ispred humanih ATC kodova: QC08... 
Nacionalna izdanja ATC klasifikacije mogu da obuhvataju dodatne kodove koji nisu prisutni na ovoj listi.

##C08C Selektivniblokatori kalcijumovog kanalasa prvenstvenovaskularnimdejstvom

###C08CA DerivatiDihidropiridina
Amlodipin
 Felodipin
 Isradipin
 Nikardipin
 Nifedipin
 Nimodipin
 Nizoldipin
 Nitrendipin
 Lacidipin
 Nilvadipin
 Manidipin
 Barnidipin
 Lerkanidipin
 Cilnidipin
 Benidipin
 Klevidipin
 Nifedipin, kombinacije

### Drugi blokatori kalcijumovog kanala sa prvenstveno vaskularnim dejstvom
Mibefradil

## Drugi blokatori kalcijumovog kanala sa direktnim dejstvom na srce

### Fenilalkilaminderivati
Verapamil
 Galopamil
 Verapamil, kombinacije

###C08DB Benzotiazepinskiderivati
Diltiazem

##C08E Neselektivni blokatori kalcijumovog kanala

### Fenilalkilaminski derivati
Fendilin
 Bepridil

###C08EX Drugi neselektivni blokatori kalcijumovog kanala
Lidoflazin
 Perheksilin

## Blokatori kalcijumovog kanala i diuretici

### Blokatori kalcijumovog kanala i diuretici
Nifedipin i diuretici